# Europese PGA Tour 1972
De Europese PGA Tour 1972 was het eerste officiële seizoen van de Europese PGA Tour en werd georganiseerd door de Professional Golfers' Association van Groot-Brittannië en Ierland. Het toernooi werd opgericht in 1972 en er stonden meer dan twintig golftoernooien op het kalender.
Het Brits Open wordt al sinds 1863 gespeeld en is het oudste toernooi op de agenda. De overige golftoernooien waren de Open's van de Duitsland, Frankrijk, Ierland, Nederland, Schotland, Spanje en Zwitserland, die al jaren bestonden.
Het eerste toernooi van de nieuwe Europese Tour werd gewonnen door Antonio Garrido, die het Spanish Open won. Alle andere winnaars waren Engelstalig. Bob Charles, Jack Newton en Graham Marsh wonnen twee toernooien.

## Kalender
| Data  | Data  | Toernooi                                | Baan                                  | Land                     | Winnaar              |
| ----- | ----- | --------------------------------------- | ------------------------------------- | ------------------------ | -------------------- |
| 12-04 | 15-04 | Spanish Open                            | Golf Platja de Pals                   | Spanje                   | Antonio Garrido      |
| 19-04 | 22-04 | Madrid Open                             | Real Club de la Puerta de Hierro      | Spanje                   | Jimmy Kinsella       |
| 24-04 | 27-04 | Piccadilly Medal                        | Hillside Golf Club                    | Engeland                 | Tommy Horton         |
| 11-05 | 13-05 | Penfold Bournemouth Tournament          | Queens Park Golf Club                 | Engeland                 | Peter Oosterhuis     |
| 25-05 | 27-05 | John Player Trophy                      | Bognor Regis Golf Club                | Engeland                 | Ross Whitehead       |
| 08-06 | 10-06 | Martini International                   | Abridge Golf Club                     | Engeland                 | Brian Barnes         |
| 22-06 | 25-06 | Carroll's International                 | Woodbrook Golf Club                   | Ierland                  | Christy O'Connor sr. |
| 28-06 | 01-07 | Sunbeam Electric Scottish Open          | Downfield Golf Club                   | Schotland                | Neil Coles           |
| 12-07 | 15-07 | The Open Championship                   | Muirfield Golf Links                  | Schotland                | Lee Trevino          |
| 20-07 | 23-07 | French Open                             | Golf de la Nivelle & Golf de Biarritz | Frankrijk                | Barry Jaeckel        |
| 27-07 | 30-07 | Swiss Open                              | Golf Club Crans-sur-Sierre            | Zwitserland              | Graham Marsh         |
| 03-08 | 06-08 | German Open                             | Frankfurt Golf Club                   | Bondsrepubliek Duitsland | Graham Marsh         |
| 10-08 | 13-08 | Dutch Open                              | Haagsche Golf & Country Club          | Nederland                | Jack Newton          |
| 16-08 | 19-08 | Benson & Hedges Festival                | Fulford Golf Club                     | Engeland                 | Jack Newton          |
| 23-08 | 26-08 | Viyella PGA Championship                | The Wentworth Club                    | Engeland                 | Tony Jacklin         |
| 11-09 | 16-09 | Benson & Hedges Match Play Championship | Moor Park Golf Club                   | Engeland                 | John Garner          |
| 20-09 | 23-09 | W.D. & H.O. Wills Tournament            | Dalmahoy Golf Club                    | Schotland                | Peter Thomson        |
| 27-09 | 30-09 | John Player Classic                     | Dalmahoy Golf Club                    | Schotland                | Bob Charles          |
| 04-10 | 7-10  | Dunlop Masters                          | Northumberland Golf Club              | Engeland                 | Bob Charles          |
| 12-10 | 15-10 | Italian Open                            | Villa d'Este Circolo Golf             | Italië                   | Norman Wood          |

## Order of Merit
De rangorde wordt bepaald door een puntensysteem en niet door het verdiende prijzengeld.
| Rang | Speler           | Prijzengeld (£) |
| ---- | ---------------- | --------------- |
| 1    | Peter Oosterhuis | 18.525          |
| 2    | Guy Hunt         | 9.808           |
| 3    | Brian Huggett    | 10.266          |
| 4    | Peter Townsend   | 8.592           |
| 5    | Jack Newton      | 8.899           |
| 6    | John Garner      | 8.005           |
| 7    | Peter Butler     | 8.375           |
| 8    | Brian Barnes     | 9.103           |
| 9    | Neil Coles       | 8.629           |
| 10   | Clive Clark      | 5.831           |